# TigerVNC
TigerVNC 是一个开源的虚拟网络计算 (VNC) 服务器和客户端软件，于 2009 年作为 TightVNC 的一个分支开始。 客户端支持 Windows、Linux 和 macOS。服务器支持 Linux。 不再维护 1.11.0 版的 Windows 服务器。

## 參见
- VNC： VNC以GPL授權，衍生出了幾個VNC軟體：如TigerVNC， RealVNC等.
- RealVNC：由VNC團隊部份成員開發，分為全功能商業版及免費版。
- TightVNC：強調節省頻寬使用。
- UltraVNC：加入了TightVNC的部份程式及加強效能的圖型映射驅動程式，並結合Active Directory及NTLM的帳號密碼認證，但僅有Windows版本。
- Vine Viewer：MacOSX的VNC用戶端。
- x11vnc：构建于X Window系统之上。